# Амора (Бергамо)
Амора је насеље у Италији у округу Бергамо, региону Ломбардија.
Према процени из 2011. у насељу је живело 96 становника. Насеље се налази на надморској висини од 950 м.